# إبراهيم صلاح (لاعب كرة قدم)
إبراهيم صلاح هو لاعب كرة قدم مغربي في مركز الهجوم، ولد في 30 أغسطس 2001.

## وصلات خارجية
- إبراهيم صلاح (لاعب كرة قدم) على موقع الاتحاد الأوربي (الإنجليزية)
- إبراهيم صلاح (لاعب كرة قدم) على موقع قاعدة بيانات كرة القدم.إي يو (الإنجليزية)
- إبراهيم صلاح (لاعب كرة قدم) على موقع ليكيب (الفرنسية)
- إبراهيم صلاح (لاعب كرة قدم) على موقع Soccerway.com (الإنجليزية)
- إبراهيم صلاح (لاعب كرة قدم) على موقع عالم كرة القدم.نت (الإنجليزية)